# (1659) Punkaharju
(1659) Punkaharju – planetoida z pasa głównego asteroid okrążająca Słońce w ciągu 4 lat i 235 dni w średniej odległości 2,78 au. Została odkryta 28 grudnia 1940 roku w Obserwatorium Iso-Heikkilä w Turku przez Yrjö Väisälä. Nazwa planetoidy pochodzi od Punkaharju, miasta w Finlandii. Przed nadaniem nazwy planetoida nosiła oznaczenie tymczasowe (1659) 1940 YL.